# Centro (Vitória)
O Centro de Vitória e um bairro histórico e turístico da Zona Central de Vitória e teve seu processo de ocupação no local conhecido, hoje, como Cidade Alta. A concentração populacional foi motivada com a chegada dos jesuítas, especialmente a do Padre Jesuíta Afonso Brás, responsável pelo povoamento da colônia.

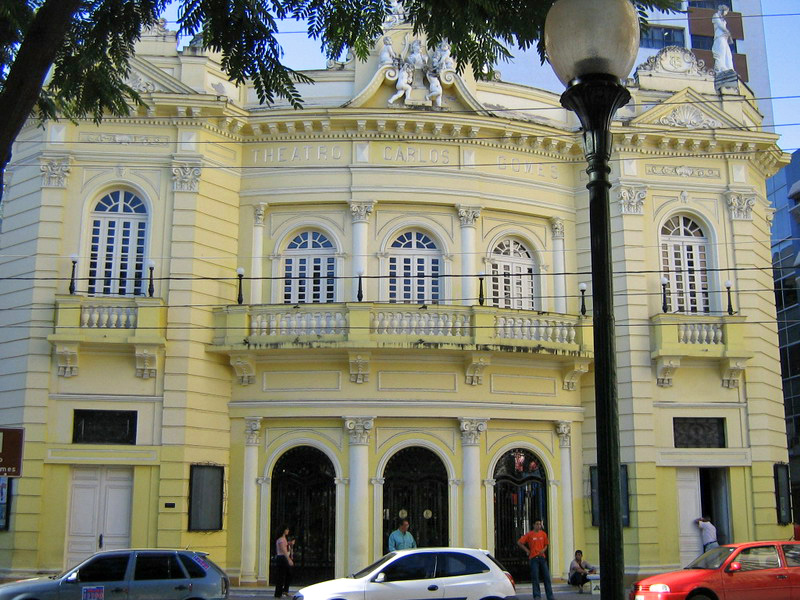
Teatro Carlos Gomes, no Centro de Vitória.

## Arquitetura
O desenho arquitetônico do Centro de Vitória foi construído de acordo com as necessidades de defesa. As frequentes tentativas de invasão pelos franceses, ingleses e holandeses levaram o Conde de Sabugosa, em 1726, a decidir pelo fortalecimento do centro da cidade. Com isto o Forte de São João foi ampliado, foi construído o forte São Diogo, situado ao lado de onde hoje se localiza a Escadaria São Diogo, que dá acesso a Praça Costa Pereira e Cidade Alta, o Fortim de Nossa Senhora do Monte do Carmo, entre o Cais Grande e o Cais do Santíssimo, foi melhorado e recebeu a casa de pólvora. O quarto forte construído foi o de Santo Inácio, conhecido como São Maurício, na quadra de confluência da Rua General Osório com a Nestor Gomes.

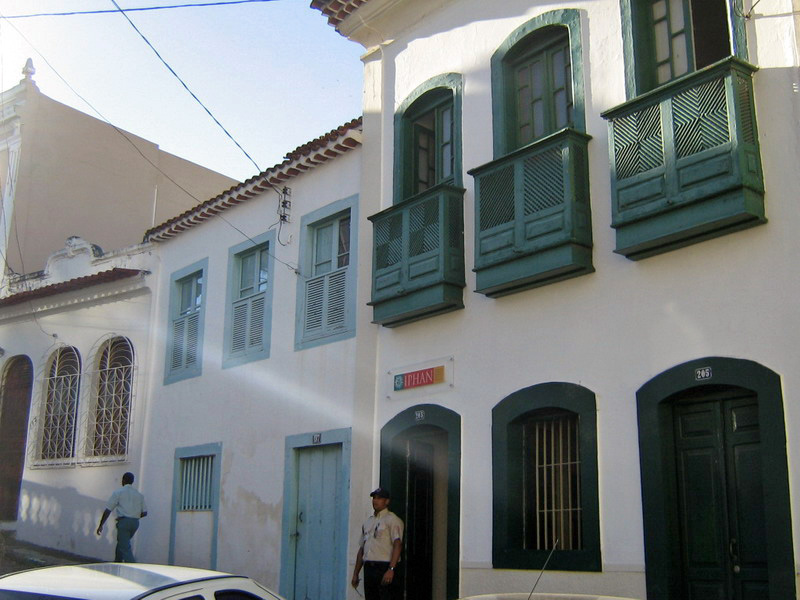
Centro histórico de Vitória.

## História
O Centro de Vitória surgiu no trecho conhecido hoje como Cidade Alta, na área que compreendia a parte onde se instalou o centro administrativo do Estado e o morro onde se localiza o Convento de São Francisco, colonizado por portugueses a partir do ano de 1550. Posteriormente, a ocupação se espalhou pela baixada dividindo-se em parte alta e baixa. Na década de 1920, com o crescimento populacional, houve a necessidade de expansão, foi quando começaram os aterros aos mangues que circundavam a Cidade Alta. A partir de então a população passou a ocupar novas áreas para moradia.

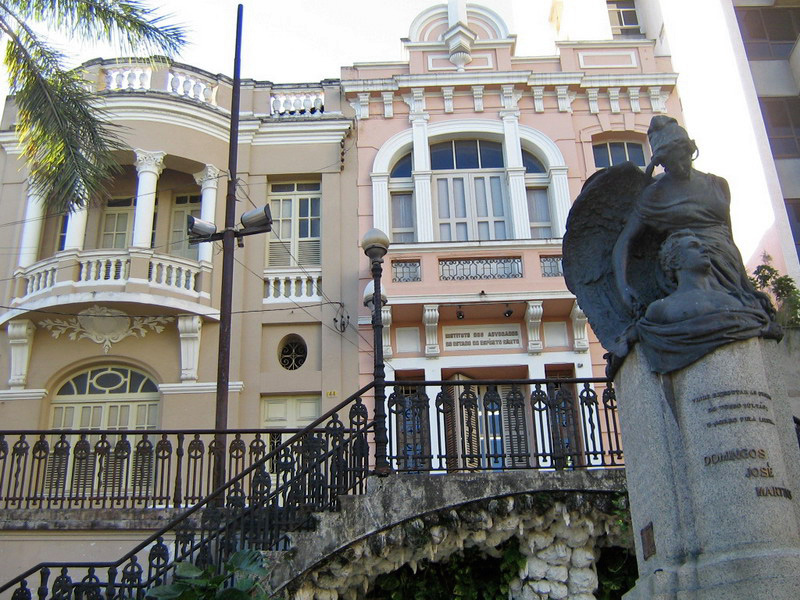
Instituto dos Advogados de Vitória.

Do lado oeste, onde havia o mangue do Campinho, nascera o Parque Moscoso, para onde se dirigiram as famílias mais bem sucedidas; para a Vila Rubim se dirigiram os portuários; em direção à rua Sete de Setembro, os funcionários públicos. Para alojar parte desses últimos, o Estado construiu um conjunto de casas na rua Gama Rosa. Do lado leste, onde hoje é a Praça Costa Pereira, ficava a Prainha onde o mar batia nas rochas do forte São Diogo e no Porto das Lanchas.

## Influência dos Governos
A construção do Colégio de Santiago, iniciada em 1551 juntamente com a Igreja São Tiago foram iniciativas dos padres jesuítas. Com a expulsão desses em 1759 o colégio imediatamente se transforma no palácio de governo, assim sendo até hoje (Palácio Anchieta). A Cidade Alta original, formada por casarios, foi destruída aos poucos, no período entre 1908 a 1912, durante o Governo de Jerônimo Monteiro. Esse governo trouxe algumas mudanças progressistas para Vitória, mas também foi responsável pela destruição de alguns patrimônios históricos, entre os quais, a completa descaracterização do antigo Colégio dos jesuítas e da imponente Igreja São Tiago, que foi desapropriada e integrada à dependências palacianas. Na visão governamental eram construções muito simples, não condizendo com a fase progressista que a capital então atravessava. Porém, Muito antes, já acontecia em Vitória a derrubada de alguns edifícios históricos, como a da capela de Nossa Senhora da Conceição da Prainha por volta de 1894 para construção do teatro Melpômene, inaugurado em 1896 com 1200 lugares. 
No governo de Jerônimo Monteiro a Igreja de Misericórdia, de 1606, foi destruída para a construção do prédio da Assembléia Legislativa, inaugurado em 1912. O governo seguinte, de Bernadino Monteiro, deu continuidade às obras urbanísticas e ajudou no florescimento intelectual da cidade, embora também protagonizasse demolições de importantes construções históricas, como a antiga catedral, do século XVI, para ceder espaço à nova catedral, iniciada em 1920 (e concluída em 1970). Essa expansão durou até o governo de Nestor Gomes que promoveu algumas demolições na Cidade Alta, Praça Costa Pereira, Avenida Jerônimo Monteiro e Zona da Capixaba.
A Cidade Alta, especialmente no trecho que compreende o antigo mosteiro de São Francisco, tendeu a manter-se residencial e ficou por muitas décadas sem opção de transporte coletivo. Na década de 1920 foi construído o viaduto Caramuru para melhorar o sistema de transporte feito por bondes. Somente no primeiro trimestre de 1999, a população passou a ser servida por transporte coletivo, quando a Prefeitura de Vitória criou o transporte complementar, realizado por microônibus.
O comércio preferiu expandir-se pela baixada da cidade, onde a oferta de serviços coletivos já estava presente. Outro ponto que merece destaque diz respeito à participação da população negra que em 1790 construiu a Igreja de Nossa Senhora do Rosário. O contingente populacional de negros, nesse período, era de aproximadamente 4.898, representando 68% da população. A Catedral Metropolitana de Vitória foi construída no lugar da Matriz de Nossa Senhora da Vitória, demolida por ato de Dom Benedito Paulo Alves de Souza.  A Rua da Alfândega foi ampliada e passou a ser denominada Av. Jerônimo Monteiro.

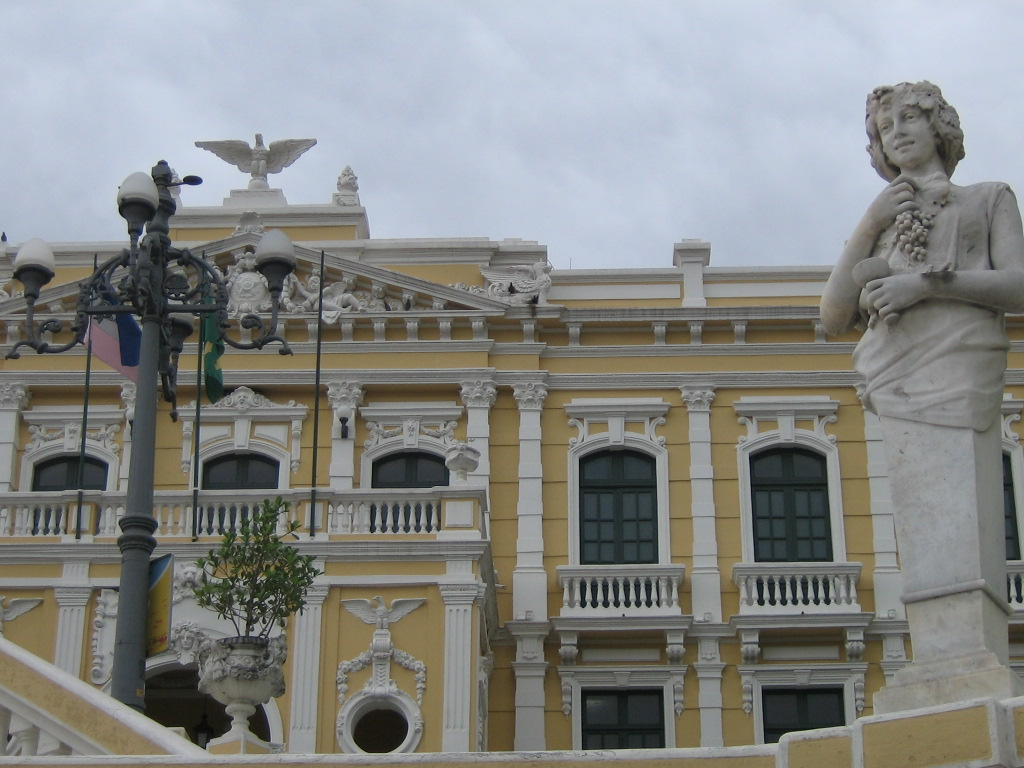
Vista frontal do Palácio Anchieta, atual sede do Governo Estadual.

## Pontos famosos

### Praça Costa Pereira
A praça Costa Pereira era conhecida, primeiramente, como Prainha, Largo da Conceição e Praça da Independência. A partir da década de 1960 são observadas mudanças significativas nas características do Centro em relação à cultura. A Praça Oito, construída no lugar que abrigava um antigo mercado, deixa de receber às quintas-feiras apresentações da banda da Polícia Militar e, eventualmente, das filarmônicas do Rosário e São Francisco. O nome Praça Oito foi dado em 1911 pelo governador Cirilo Tovar, esta praça já foi denominada Cais Grande, Cais da Alfândega e Santos Dumont.

### Escadaria Maria Ortiz
A Escadaria Maria Ortiz, ex-ladeira do Pelourinho, é a mais famosa das escadarias do Centro pela história de heroísmo da jovem capixaba Maria Ortiz, que em 1625 ajudou a expulsar os holandeses jogando água fervendo sobre os invasores. O título “Cidade Presépio” foi dado à cidade, no governo de Florentino Ávidos quando o médico e jornalista Aerobaldo Léllis, publicou uma crônica na revista Vida Capixaba referindo-se desta forma ao local. Nesse governo, foram construídos o Viaduto Caramuru, planejado para ser uma linha de bonde; o Grupo Escolar Gomes Cardim, atual FAFI; a Imprensa Oficial; o Arquivo Público; a Biblioteca Municipal; o Teatro Carlos Gomes e o Mercado da Capixaba. Também foram alargadas as ruas do centro, construídas escadarias de acesso à Cidade Alta, praças e jardins.

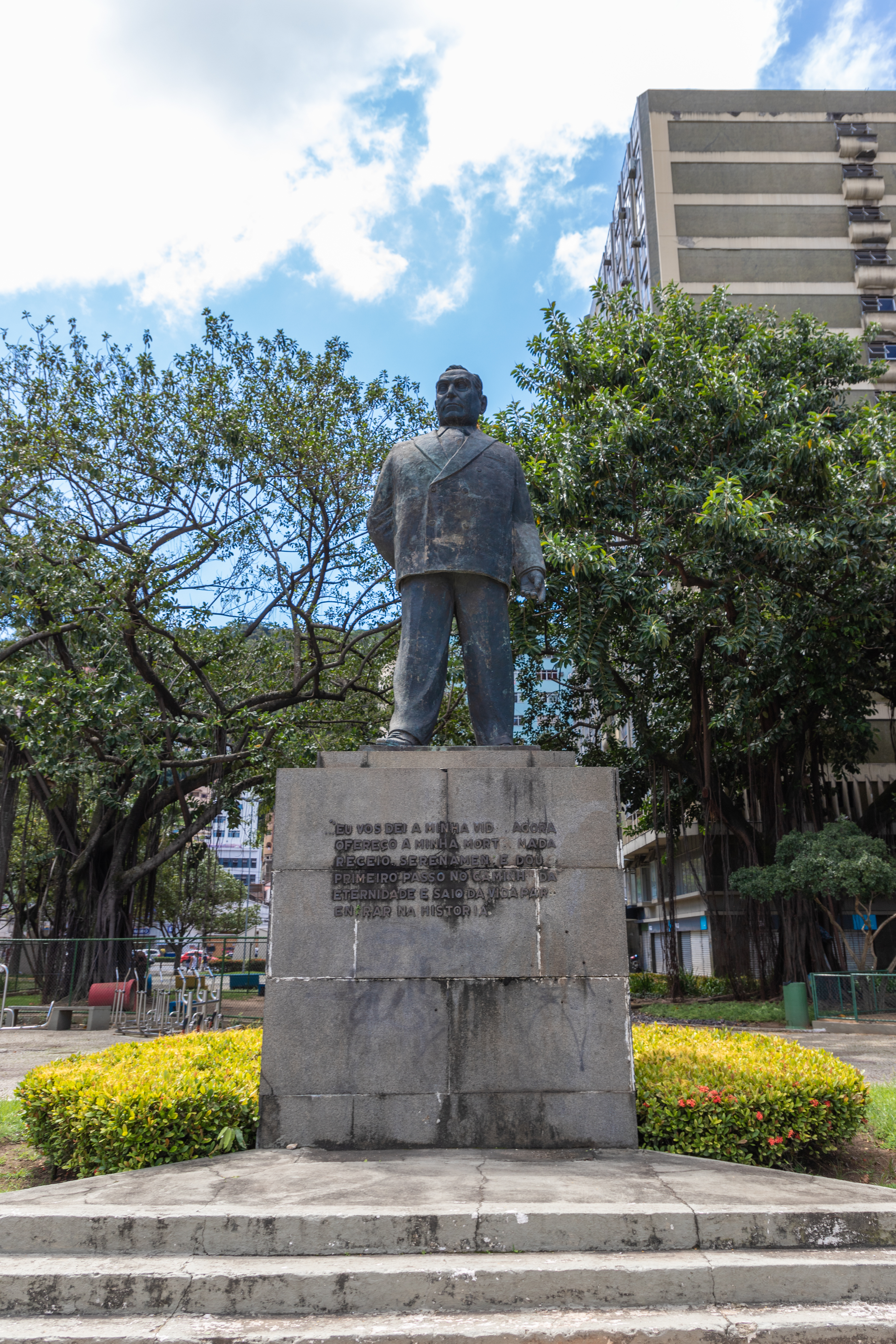
Estátua de Getúlio Vargas, localizada na Praça Getúlio Vargas.

### Praça Getúlio Vargas
Fundada no ano de 1955, a Praça Getúlio Vargas é uma praça localizada na região, destacando-se como uma das principais da cidade. O local possui dois importantes monumentos de Vitória. A primeira uma estátua de bronze de Getúlio Vargas, esculpida por Leonardo Lima em homenagem ao Presidente. Outro importante monumento presente na praça é o "A Lei de Deus", fundada na década de 1970 por membros da Associação da União Brasileira dos Adventistas do Sétimo Dia. O monumento possui encravado os dez mandamentos bíblicos.